# Jǐ

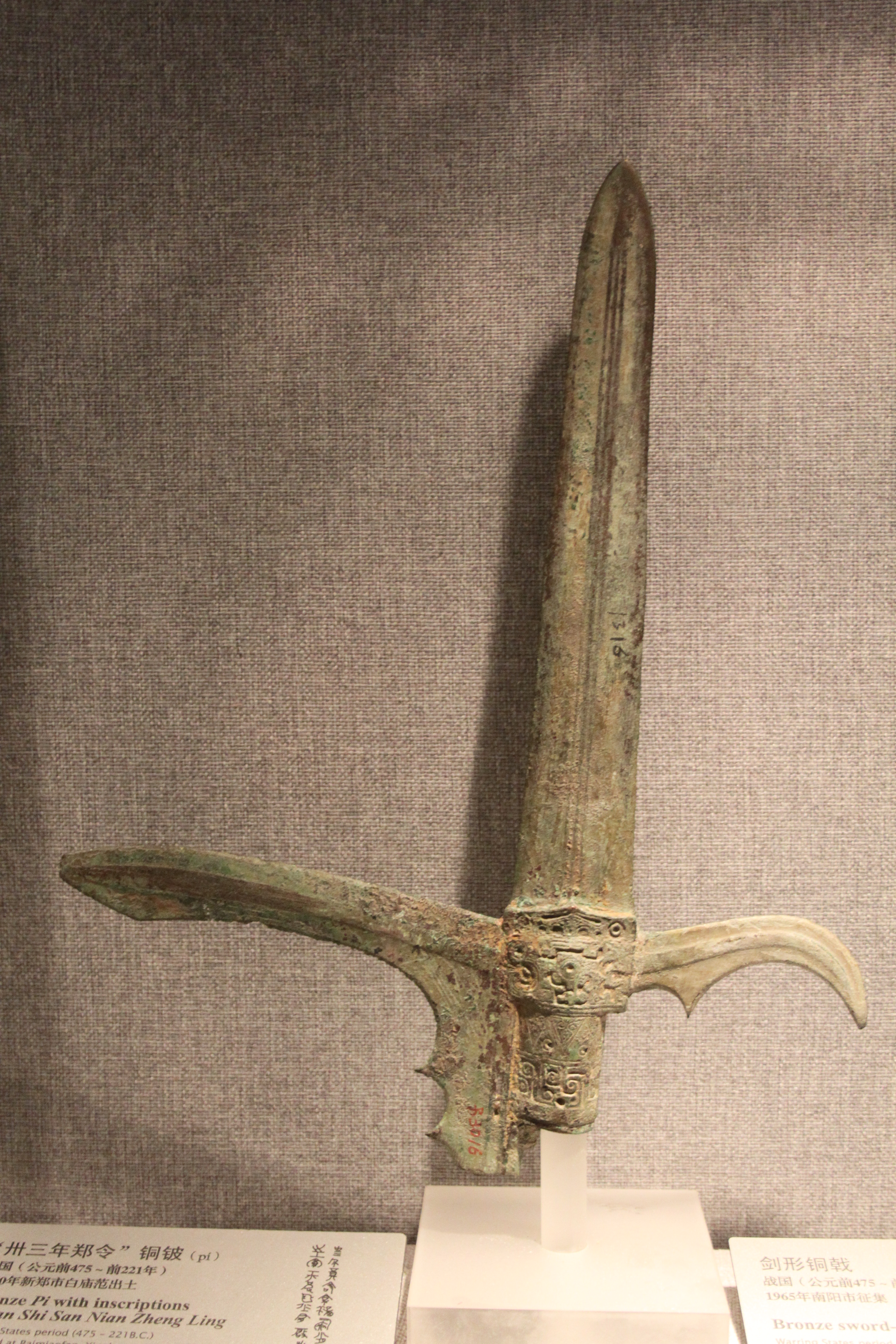
Jǐ de bronce de la Dinastía Zhou Oriental.

Una ji (en chino: 戟, pinyin: jǐ) es un arma de asta china, a veces traducida como 'alabarda china' aunque se diferencia de la alabarda medieval europea por su forma, origen y, a menudo, el material de la moharra. Fueron usadas durante más de 3000 años, desde la dinastía Zhou hasta la dinastía Qing.

## Descripción
Presenta una punta superior usada para dar lanzadas, y uno o dos filos cóncavos a los lados para dar tajos. A menudo, las jǐ tenían un contrapeso en el extremo inferior. La punta de lanza y los filos pueden estar unidos en una sola pieza o estar sujetos al asta de manera independiente.

## Historia y variantes
Originalmente la jǐ era una gue con una moharra de lanza en el extremo superior del asta. Fue un arma común en la antigua china, usada por infantería y tripulantes de carros de guerra.
En la dinastía Song, numerosas armas fueron denominadas jǐ además de la evolucionada desde las gue. Por ejemplo,  la qīnglóng jǐ (青龍戟, jǐ del dragón azul verde oriental) o jǐ dào (戟刀, 'jǐ cuchillo') tenía una punta de lanza encima de una hoja cortante con forma de luna creciente. Otro tipo fue la fāngtiān jǐ (方天戟, jǐ celestial recta) con dos hojas de luna creciente simétricas debajo de la punta de lanza, una a cada lado. En caso de estar decorada, se denomina fāngtiān huà jǐ o huàgān fāngtiān  jǐ (方天畫戟 y 畫杆方天戟 respectivamente, 'jǐ celestial recta pintada' en ambos casos). La manera en la que las cuchillas de los lados estaban sujetas al asta variaba; usualmente había huecos entre el asta y los filos laterales.
Una variante adicional fue la Yuè jǐ (鉞戟, 'ji hacha'). En vez de presentar un pico de gue o un filo cóncavo, tenía un filo de hacha debajo de la moharra de lanza.
Hoy en día, se usan jǐ en artes marciales chinas.

## Galería

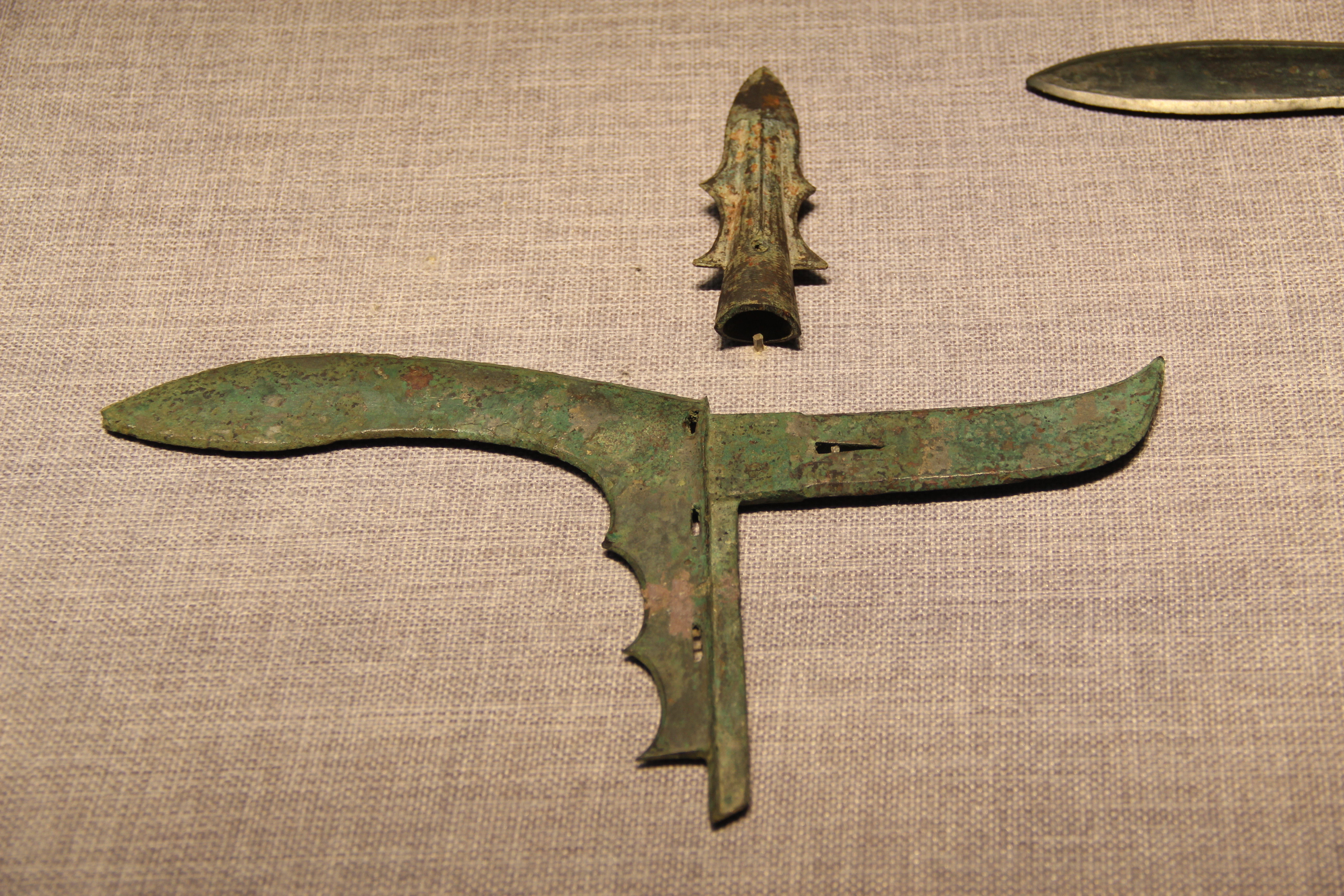
Daga-hacha combinada con lanza para formar una ji, periodo de los reinos combatientes
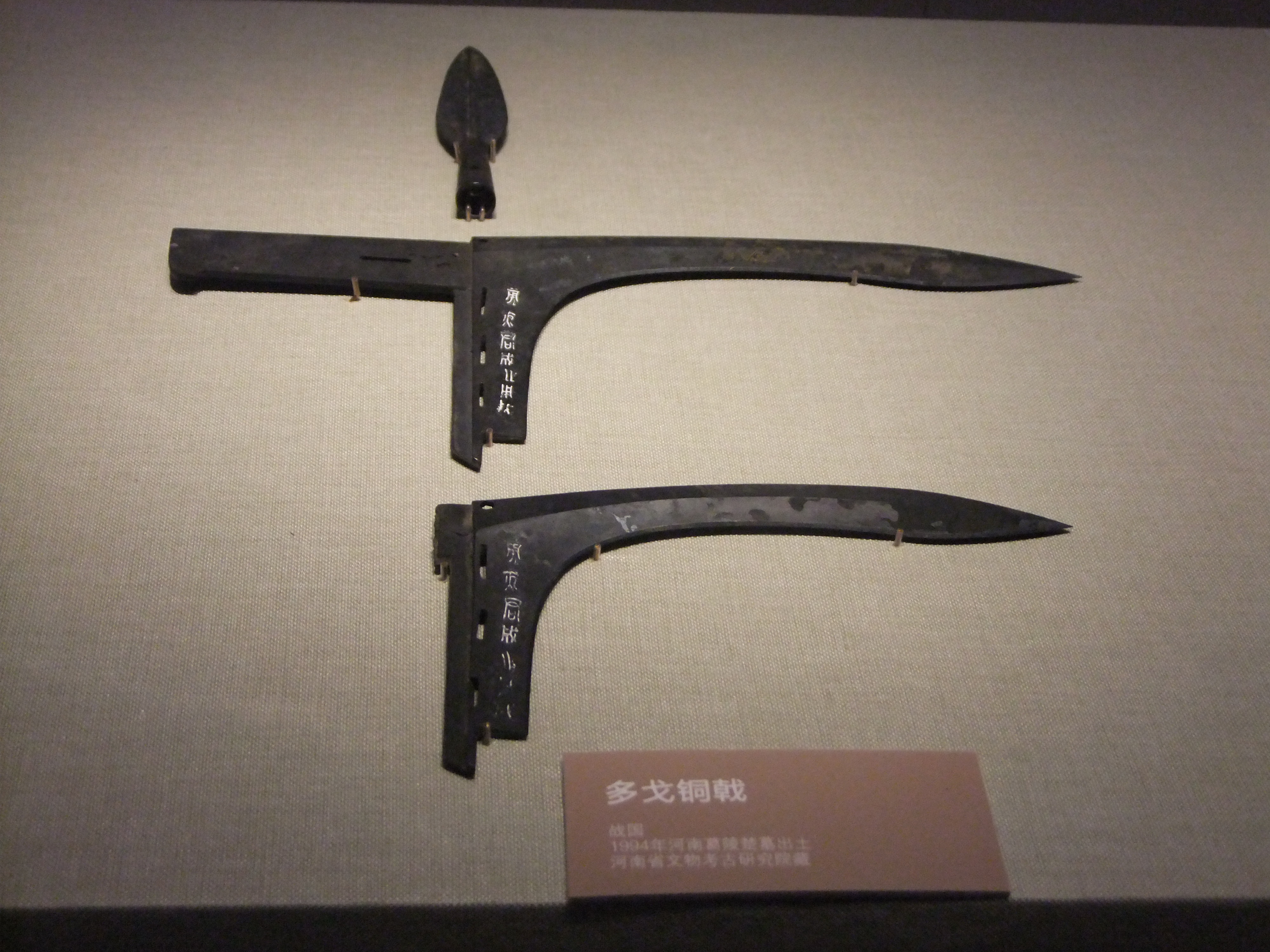
Doble daga-hacha con moharra de lanza, periodo de los reinos combatientes.
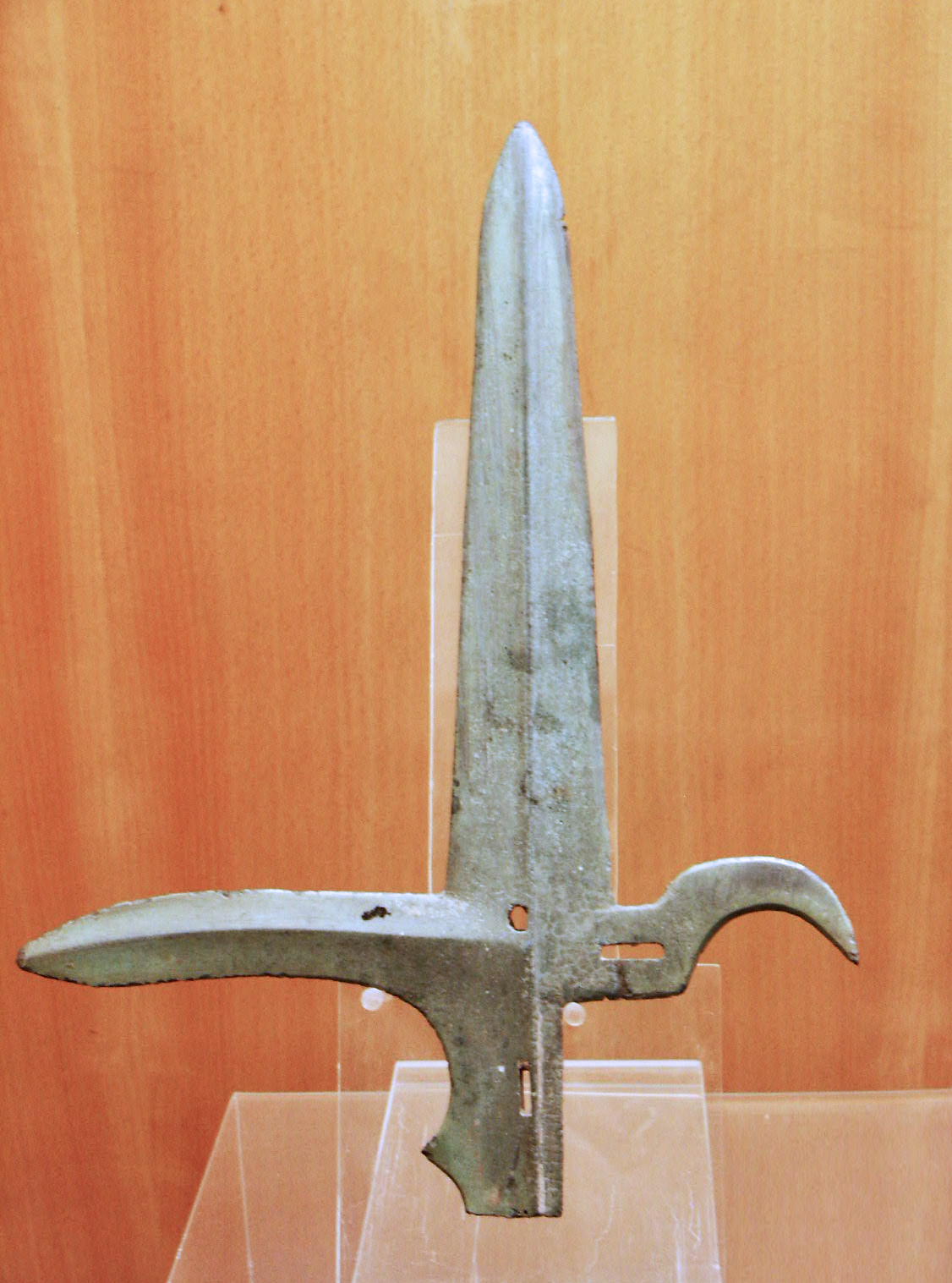
Ji con gancho, Dinastía Zhou Oriental
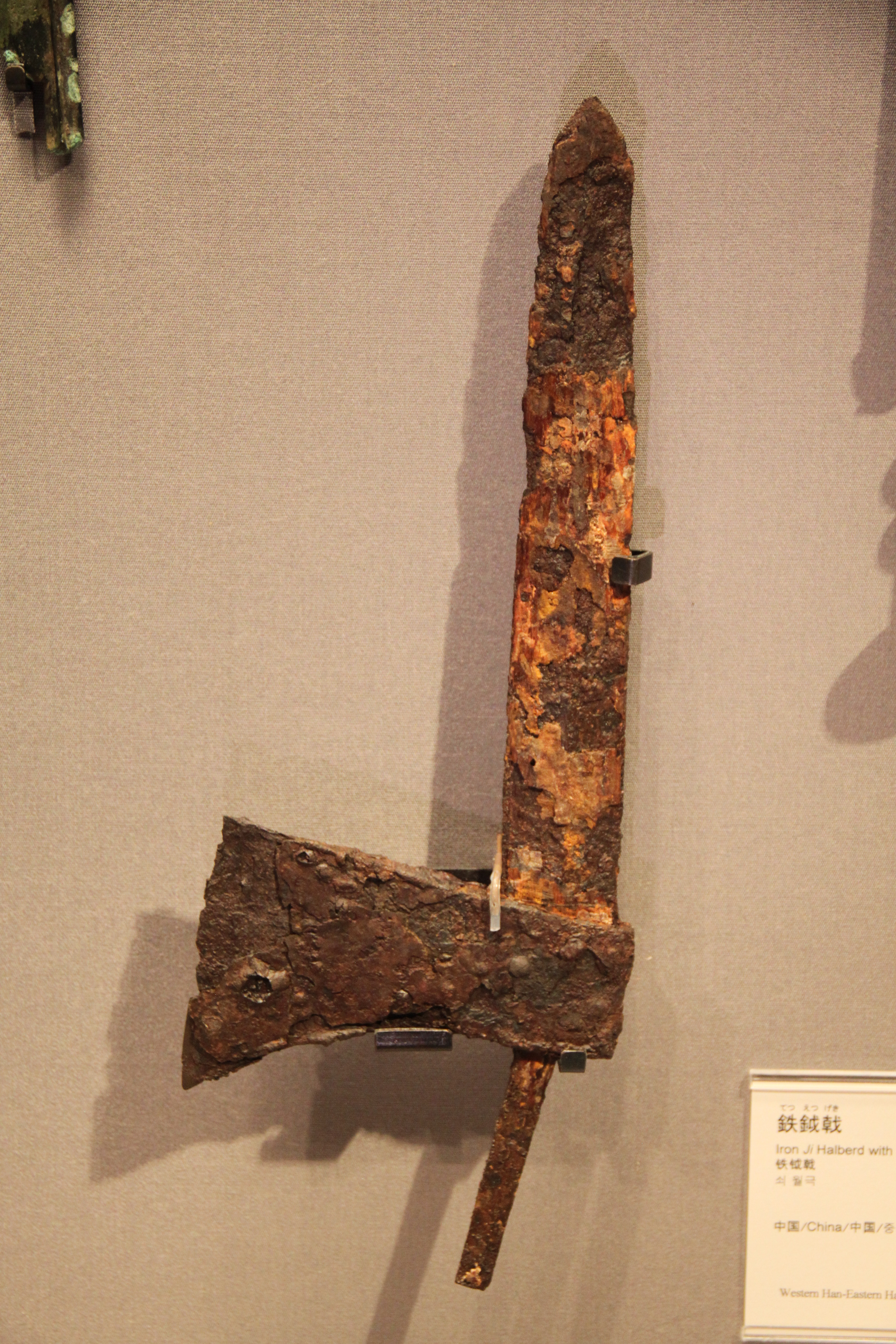
Yuè jǐ de la dinastía Han
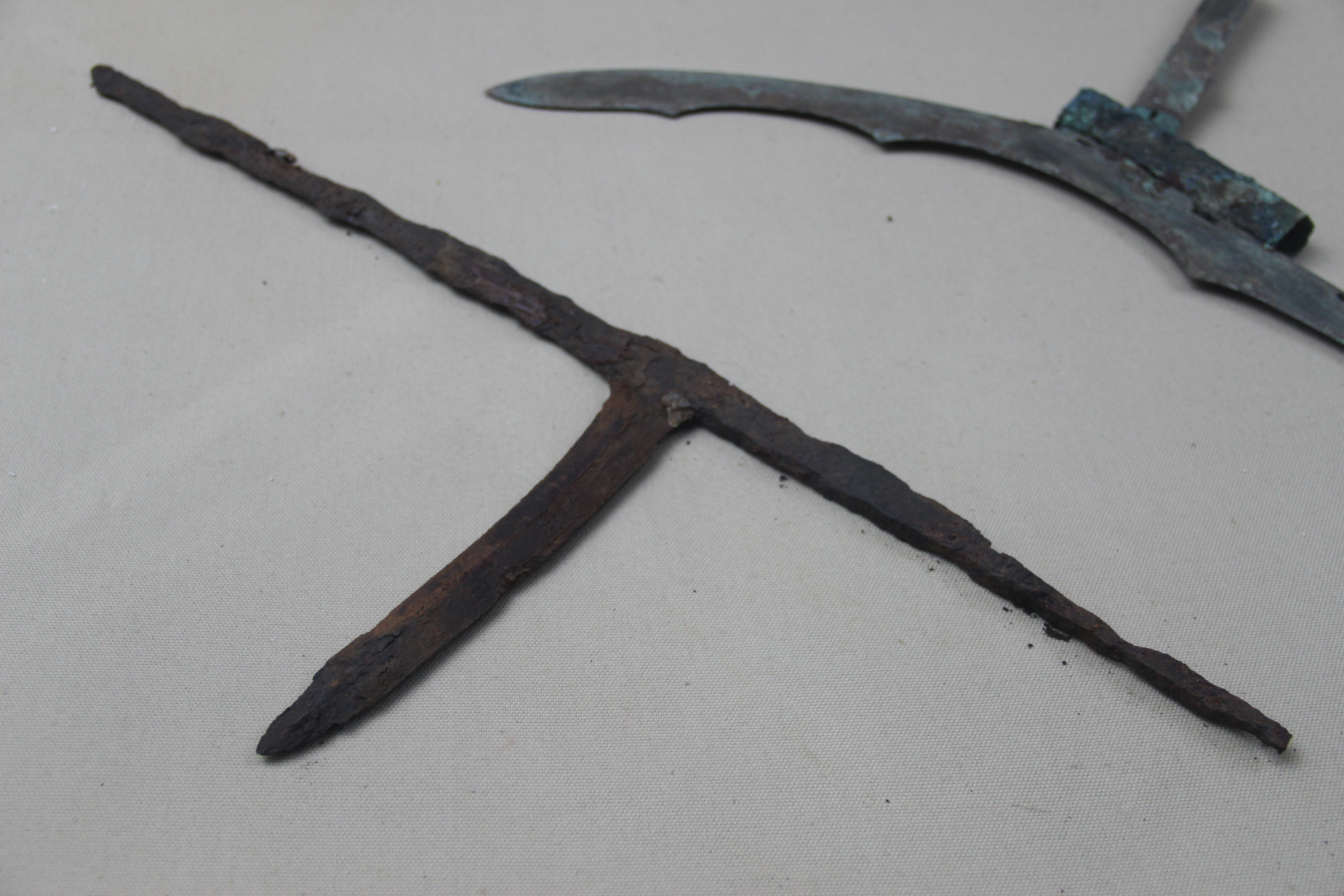
Ji de una pieza de la dinastía Han.
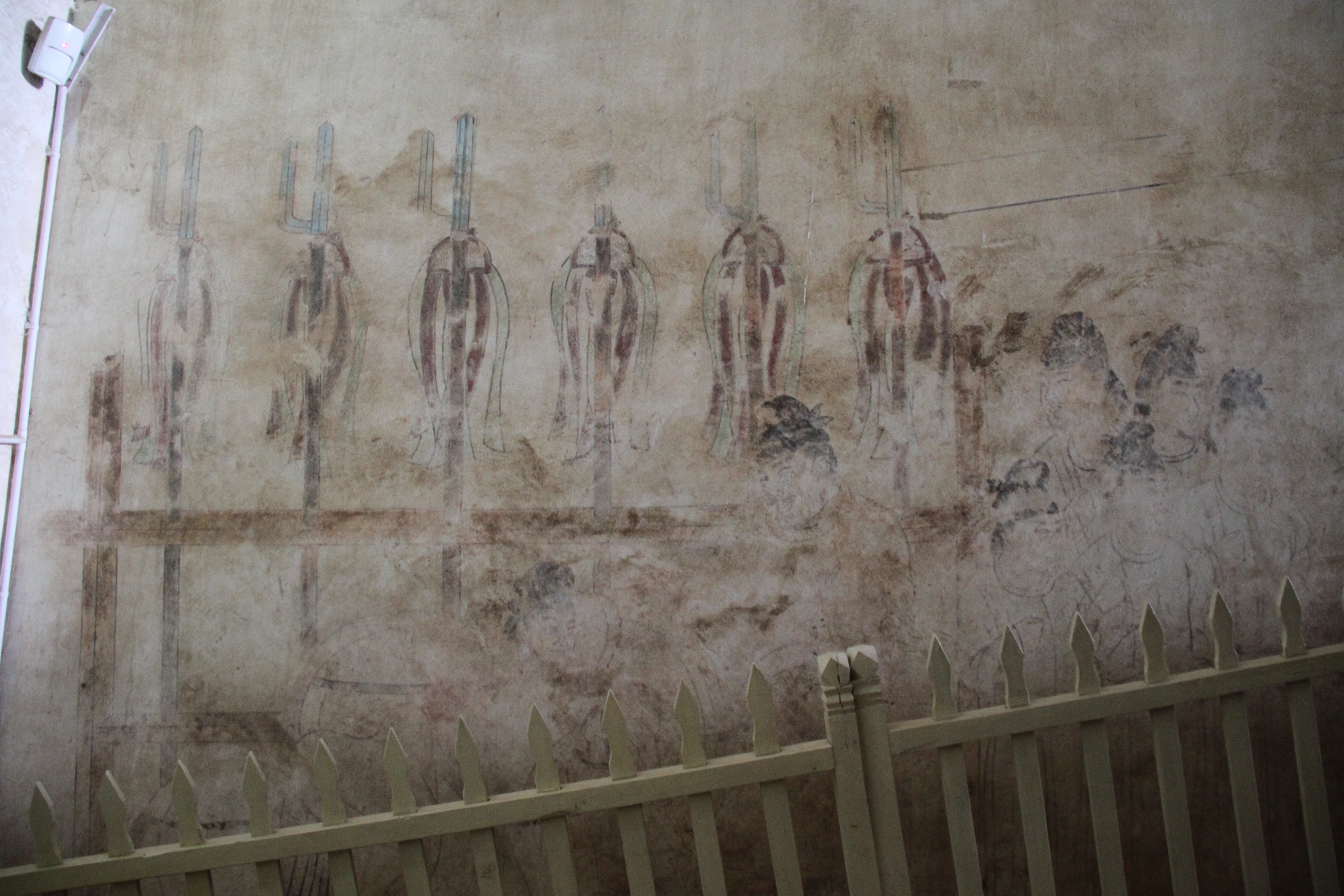
Ji ceremoniales de la dinastía Tang.
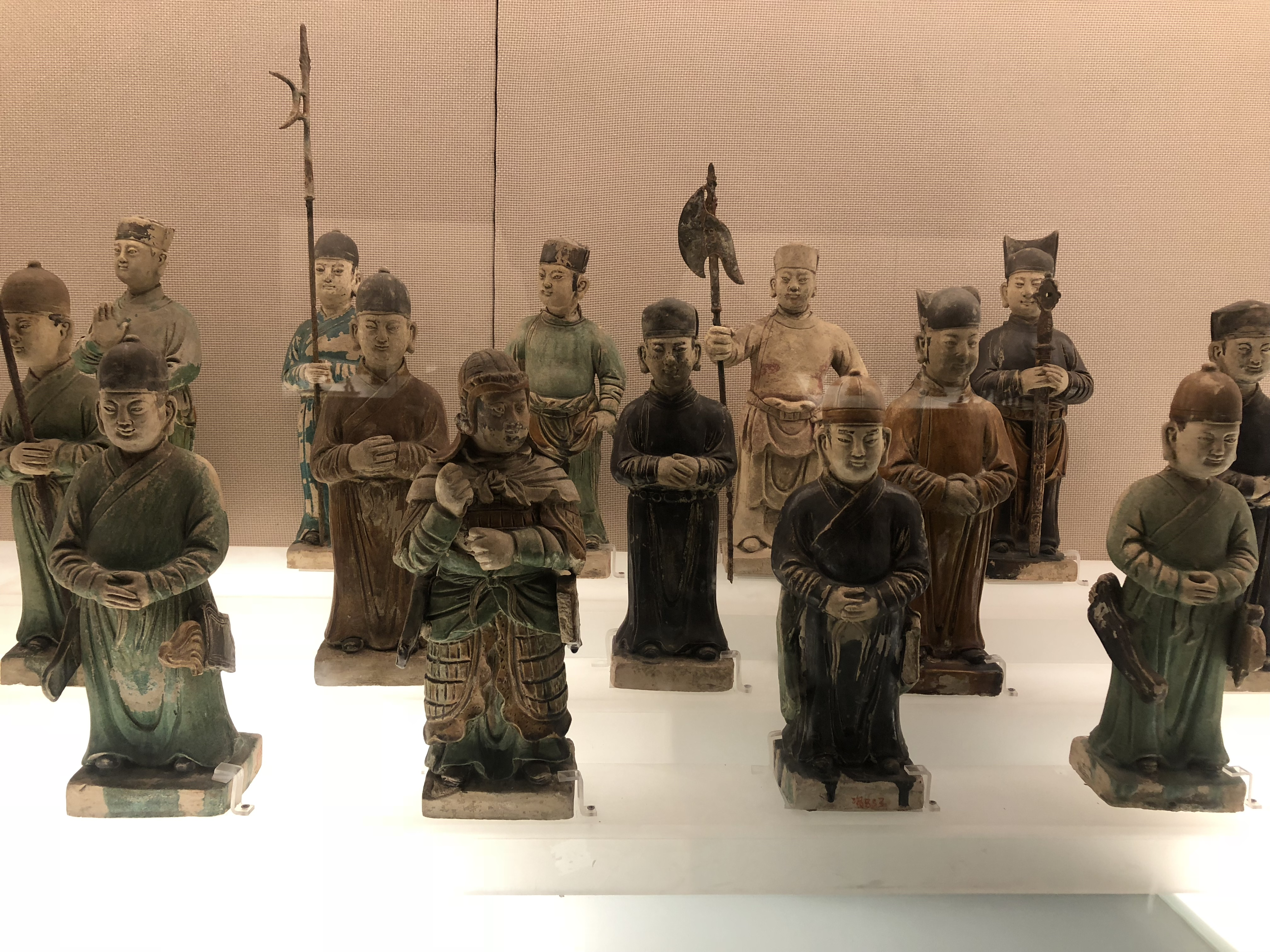
Estatuillas funerarias, dinastía Ming. Una de ellas sujeta una jǐ dào.

## Leyendas
En el Romance de los tres reinos, se describe a Lü Bu usando una fāngtiān huà jǐ. Vivió antes de cualquier ejemplar conservado de fāngtiān huà jǐ,[cita requerida] por lo que es posible que usara una variante previa de ji y que la descripción del arma fuera invención del autor, Luo Guanzhong.